# 真光正法之會
真光正法之會（まひかりせいほうのかい）は、埼玉県東松山市に本部を置く宗教団体。世界真光文明教団の系譜を引く、いわゆる真光系諸教団である。

## 創始者
真光正法之會の創始者は、中野鷹照（なかのたかてる）氏である。中野氏は、所属していた陽光子友乃会から分派する勢力からの要請に応じ、真光正法之會の初代会長となった。現在は、中野氏の想いを受け継いだ平澤秀周(ひらさわひでちか)氏が、教団を引っ張っている。

## 所在地
令和2年（2020年）に、「主座主神神殿」という神殿を、埼玉県東松山市若松町2-6-48に建立し、本部としている。木造部と鉄筋コンクリート部を組み合わせた、特異な外見の大建築であり、講堂の内部は小川が流れるなど、凝った設備をもった施設となっている。

## 沿革
創始者である中野鷹照は、世界真光文明教団から分派した陽光子友乃会に所属していたが、陽光子友乃会を脱退し、その分派団体として、真光正法之會を結成した。その後、平成7年（1995年）には、魁の主座（黄金神殿）を建立した。そして、平成13年（2001年）には、宗教法人格を取得した。

## 教義
神の子として、本来の人のあるべき姿への元還りを目指す。
中野鷹照は、真光教団の初代岡田光玉が神から託された、全人類総神の子への復活・元還りを推し進めるべく真光正法之會の会長となった。
「手かざし」により魂を浄化するとともに人格・品格・霊格を向上させ、神が目指している「地上天国」をこの世に顕現することの手伝いをするとしている。

## 祭神
御親元主真光大御神様

## 祭祀・行事
- 月始祭（毎月第１日曜日）
- 初級真光研修会（毎月…３日間開催）
- 立春祭（２月４日）
- 周年大祭（８月）
- 大炎開陽霊祭（12月）[2]